# Minniza rollei
Espèce
Minniza rollei est une espèce de pseudoscorpions de la famille des Olpiidae.

## Distribution
Cette espèce est endémique de Libye. Elle se rencontre vers Koufra.

## Étymologie
Son nom d'espèce lui a été donné en référence au lieu de sa découverte, l'oasis Rolla.

## Publication originale
- Caporiacco, 1936 : Aracnidi raccolti durante le primavera 1933 nelle oasi del deserto Libico. Memorie della Società Entomologica Italiana, vol. 15, p. 93-122.